# 365 Corduba
365 Corduba este un asteroid din centura principală, descoperit pe 21 martie 1893, de Auguste Charlois.